# Nhu cầu cơ bản

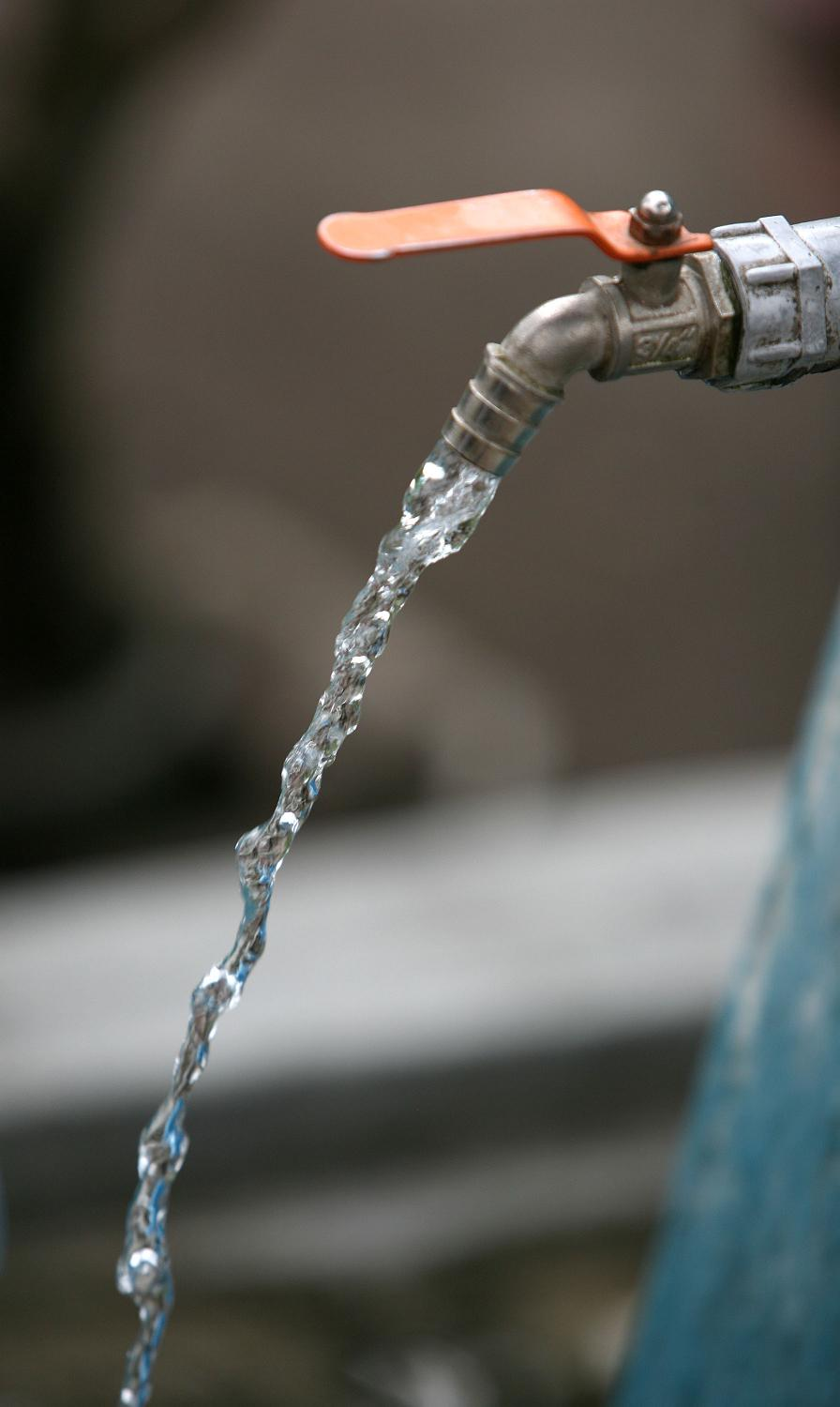
Nước sạch là một trong những nhu cầu thiết yếu, tối thiểu của con người

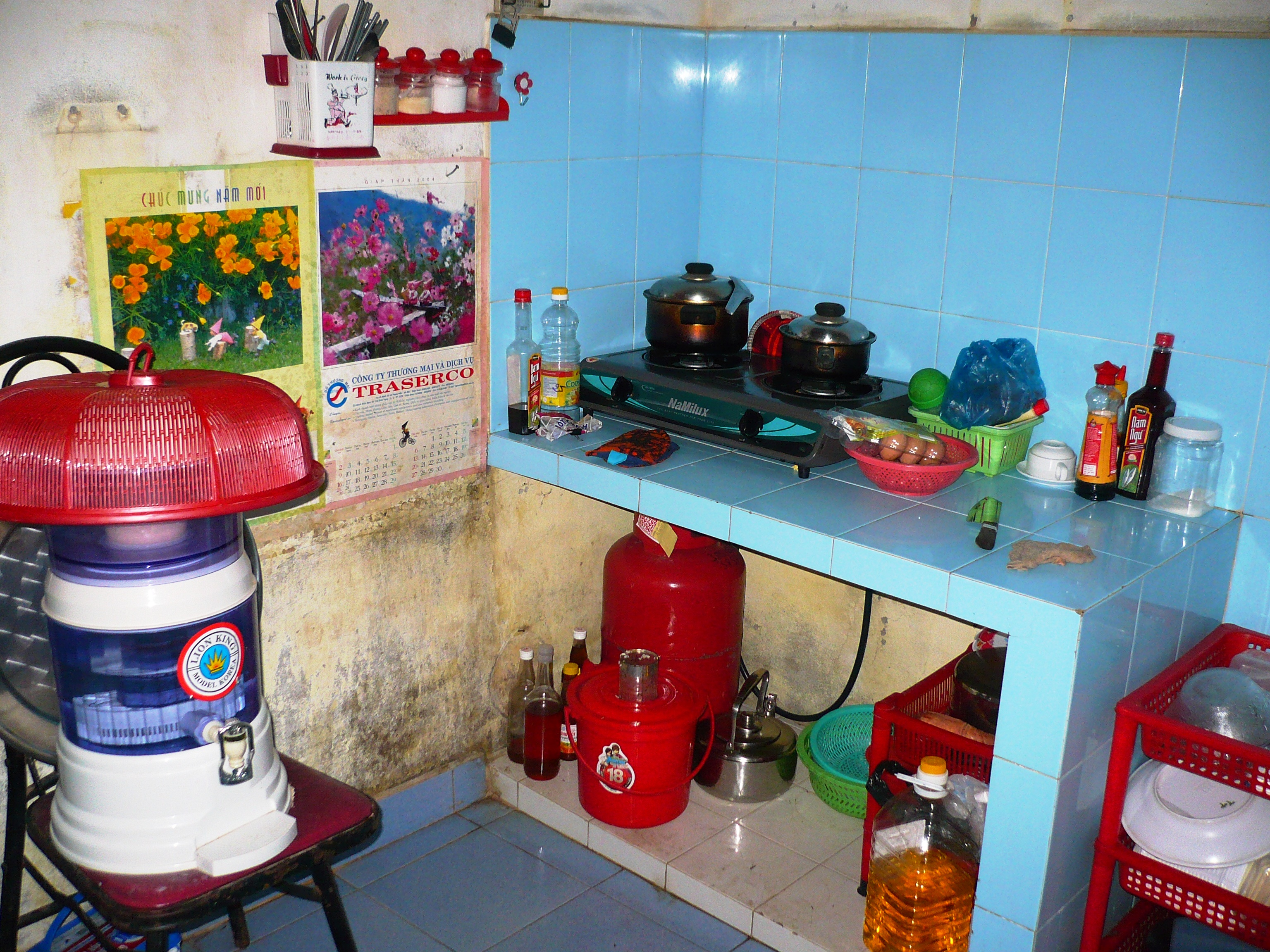
Không gian nhà ở với các tiện nghi cần thiết cho đời sống thường ngày

Nhu cầu cơ bản (Basic needs) hay Nhu cầu căn bản là một trong những cách tiếp cận chính để đo lường yếu tố nghèo tuyệt đối ở các nước đang phát triển trên toàn cầu. Nó có tác dụng xác định các nguồn lực tối thiểu rất cần thiết cho sức khỏe thể chất lâu dài, thường là dưới dạng hàng tiêu dùng. Khi đó, chuẩn nghèo được định nghĩa là số tiền thu nhập cá nhân cần thiết để đáp ứng nhu cầu của người dân. Cách tiếp cận "nhu cầu cơ bản" được đưa ra tại Hội nghị Việc làm Thế giới của Tổ chức Lao động Quốc tế vào năm 1976. Danh mục truyền thống về "nhu cầu cơ bản" trước mắt bao gồm: thực phẩm (bao gồm nước uống), nơi trú ẩn (chỗ ở) và quần áo. (hay gọi gọn là nhu cầu "ăn, mặc, ở"). Nhiều danh mục nhu cầu căn bản ngày nay nhấn mạnh mức tiêu dùng tối thiểu đối với "các nhu cầu cơ bản" không chỉ về lương thực, nước uống, quần áo và chỗ ở, mà còn cả phương tiện đi lại, vệ sinh, giáo dục và chăm sóc sức khỏe. Các cơ quan khác nhau sử dụng các danh sách khác nhau. Cách tiếp cận theo nhu cầu cơ bản được mô tả là hướng tới tiêu dùng, tạo ấn tượng rằng "việc xóa đói giảm nghèo quá dễ dàng".
Hội nghị Việc làm Thế giới đã nêu ra "Có lẽ đỉnh cao của WEP là Hội nghị Việc làm Thế giới năm 1976, trong đó đề xuất việc thỏa mãn các nhu cầu cơ bản của con người là mục tiêu quan trọng nhất của chính sách phát triển quốc gia và quốc tế. Cách tiếp cận nhu cầu cơ bản đối với sự phát triển đã được các chính phủ, người lao động và người sử dụng lao động tán thành" đồng thời với đó là "các tổ chức từ khắp nơi trên thế giới ảnh hưởng đến các chương trình và chính sách của các cơ quan phát triển song phương và đa phương có quy mô, đồng thời là tiền thân của cách tiếp cận phát triển con người".
Trong diễn ngôn phát triển, mô hình nhu cầu cơ bản (tháp nhu cầu) tập trung vào việc đo lường mức độ được cho là mức độ có thể xóa bỏ được tình trạng nghèo đói. Các chương trình phát triển theo cách tiếp cận nhu cầu cơ bản không đầu tư vào các hoạt động hiệu quả kinh tế sẽ giúp xã hội có có sự phát triển bền vững trong tương lai, thay vào đó họ tập trung vào việc đảm bảo mỗi hộ gia đình đáp ứng các nhu cầu cơ bản ngay cả khi phải hy sinh tăng trưởng kinh tế ngày nay. Các chương trình này tập trung nhiều vào sự hiện hữu hơn là sự công bằng, bình đẵng xã hội. Tuy nhiên, xét về mặt "đo lường", nhu cầu cơ bản hay cách tiếp cận tuyệt đối mới là quan trọng. Hội nghị thượng đỉnh thế giới năm 1995 về phát triển xã hội ở Copenhagen đã có một trong những tuyên bố chính rằng tất cả các quốc gia trên thế giới nên phát triển các biện pháp đo lường cả tuyệt đối (nghèo khó) và nghèo tương đối (nghèo đa chiều) và nên điều chỉnh các chính sách quốc gia để đạt mục tiêu "xóa nghèo bền vững trước hạn" được mỗi quốc gia quy định trong bối cảnh điều kiện kinh tế-xã hội-văn hóa của đất nước mình.